# Offshorebank
Een offshorebank is een bank die kantoor houdt op een plek waar de belastingdruk en / of de regeldruk het laagst is. Bekende plaatsen waar dit type bank gevestigd is zijn belastingparadijzen als Zwitserland, de Kanaaleilanden en de Kaaimaneilanden.
Een offshorebank is een bank die buiten het land van woonplaats van de rekeninghouder, doorgaans in een belastingparadijs (of belastinghaven) is gevestigd waar financiële en wettelijke voordelen van toepassing zijn. Deze voordelen omvatten doorgaans één tot meerdere van onderstaande:
- een hoge mate van privacy (zie ook bankgeheim, een principe ontstaan met de Zwitserse Akte van het Bankwezen van 1934)
- minder restrictieve wet- en regelgeving
- weinig of geen belastingheffing (dat wil zeggen belastingparadijzen)
- gemakkelijke toegang tot stortingen (op zijn minst in termen van regelgeving)
- bescherming tegen lokale politieke of financiële instabiliteit.

De term off shore slaat op de Kanaaleilanden, "voor de kust" (off shore) van Groot-Brittannië. Hoewel de meeste offshorebanken in eilandnaties gevestigd zijn, wordt de term in figuurlijke zin gebruikt om naar dergelijke banken te verwijzen ongeacht plaats (Zwitserland, Luxemburg en Andorra in het bijzonder zijn geheel door land omgeven).
Het offshorebankwezen wordt vaak geassocieerd met de ondergrondse economie en de georganiseerde misdaad, via belastingontwijking en witwassen van geld; nochtans, juridisch, verhindert het offshorebankwezen niet dat activa onderworpen zijn aan inkomstenbelasting en renteheffing. Behalve rechtspersonen die aan vrij complexe vereisten voldoen, maakt de persoonlijke inkomstenbelasting van vele landen geen onderscheid tussen rente die bij lokale banken wordt verdiend en die in het buitenland verdiend wordt. Bijvoorbeeld de personen die inkomstenbelasting verschuldigd zijn aan de V.S., plegen meineed indien zij niet alle offshorebankrekeningen en nummerrekeningen aangeven. Hoewel de offshorebanken kunnen beslissen inkomen niet te melden aan buitenlandse belastingautoriteiten, en geen wettelijke verplichting te hebben dit te doen aangezien zij door het bankgeheim worden beschermd, is het voor de belastingbetaler nog steeds verboden het inkomen niet op te geven of de belasting op het wettelijke inkomen te ontduiken. Na de aanslagen op 11 september 2001, ontstond veel politieke druk voor meer regelgeving aangaande internationale financiën, in het bijzonder betreffende offshorebanken, belastingtoevluchtsoorden, en clearinginstituten zoals het in Luxemburg gevestigde Clearstream, een mogelijk knooppunt voor omvangrijke onwettige geldstromen.